# Friedrich Spee
Friedrich Spee von Langenfeld (Kaiserswerth, 25 de febrero de 1591-Tréveris, 7 de agosto de 1635) fue un  jesuita y poeta alemán, reconocido por haberse opuesto a los juicios por brujería. Spee fue la primera persona de su tiempo que habló fuertemente y con argumentos contra la tortura en general. Puede ser considerado como la primera persona que proporcionó buenos argumentos para demostrar por qué la tortura no es el método correcto para obtener la verdad de alguien que se encuentra en un cuestionamiento doloroso.
Según Michel Porret, de la Universidad de Ginebra, «si Jean Wier refutó el paradigma demonológico de la mujer pecadora como bruja, fue el jesuita renano Friedrich Spee von Langenfeld quien desmontó la máquina judicial que transforma a la marginal analfabeta en adepta satánica... Ausencia de abogados, calumnias y rumores, tortura, pruebas inexistentes, respuestas sugeridas por el juez tendencioso: el proceso inquisitorio quiebra a los inocentes, fabrica los culpables y multiplica los errores judiciales».
El nombre comúnmente citado como "Friedrich von Spee" es erróneo.

## Biografía

### Formación
Friedrich Spee nació en Kaiserswerth a orillas del Rin. Al terminar su educación escolar en Colonia, ingresó en la Compañía de Jesús en 1610 y desarrolló prolongados estudios y actividades docentes en Tréveris, Fulda, Wurzburgo, Espira, Worms y Maguncia.

### Durante la guerra de los Treinta Años
Ya iniciada la guerra de los Treinta Años, Friedrich Spee fue ordenado sacerdote en 1622, y nombrado profesor de la Universidad de Paderborn en 1624. Desde 1626 enseñó en Espira, Wesel, Tréveris y Colonia, y fue predicador en Paderborn, Colonia y Hildesheim. Fue un claro antagonista de los juicios por brujería.
Dijo:

"Frecuentemente he pensado que la única razón por la que no todos somos declarados brujos es debido al hecho de que no todos hemos sido torturados."
Holly, en "The Book of Spells" escrito por "Nicola de Pulford".

Hubo un intento para asesinar a Spee en Peine en 1629. Pero continuó su actividad como profesor y sacerdote en Paderborn y después en Colonia, y en 1633 fue trasladado a Tréveris. Durante el asalto a Tréveris por parte de fuerzas imperiales en marzo de 1635, se distinguió en el cuidado de los heridos y murió poco después como resultado de una infección contraída en un hospital.

## Publicaciones
Su actividad literaria pertenece a los últimos años de su vida, cuyos detalles son poco conocidos. Dos de sus trabajos fueron publicados después de su muerte: Goldenes Tugendbuch (Libro Dorado de las virtudes), un libro devoto altamente apreciado por Leibniz, y el Trutznachtigall, una colección de cincuenta a sesenta canciones sagradas que tuvieron un lugar prominente entre las letras religiosas del siglo XVII, y han sido impresas y revisadas repetidamente en tiempos recientes. Pero la suposición de que el autor de este trabajo aplicara el principio métrico independiente de Opitz, es por decir lo menos dudoso.[cita requerida]

### Cautio Criminalis
Su principal trabajo, por el cual ganó su amplia reputación, es el Cautio Criminalis, escrito en latín. El título significa Precauciones para los acusadores o Cautela Criminal. Se trata de una acusación formal a los juicios por brujería, sobre la base de sus propias experiencias en Westfalia.
Cautio Criminalis contiene 52 cuestionamientos que intenta responder Spee. Entre sus conclusiones más notables están:
- Cuestión 17: Las personas sindicadas de brujería deben disponer de un abogado y de una defensa legal; la gravedad de la acusación hace que este derecho sea aún más importante de lo normal.
- Cuestión 20: No existen inocentes que no estén dispuestos a "confesar" bajo tortura simplemente para poder detener el inmenso dolor.
- Cuestión 25: Condenar a las supuestas brujas por no confesar bajo tortura es absurdo. La idea de que el silencio es en sí mismo evidencia de la brujería hace a todos culpables.
- Cuestión 27: La tortura no produce verdad, ya que los que quieren salir de su propio sufrimiento no puede detenerlo ni con la verdad ni con mentiras.
- Cuestión 44: Las denuncias sobre supuestos cómplices de las personas sindicadas como brujas y torturadas son de poco valor; porque o bien la persona torturada es inocente y miente para detener el suplicio, en cuyo caso no tiene cómplices, o realmente tiene un pacto con el diablo, en cuyo caso sus denuncias no son de confianza.
- Cuestión 15: Muchas personas que incitan a la Inquisición con tanta vehemencia contra los hechiceros en sus ciudades y pueblos no son en absoluto conscientes ni se dan cuenta de que, una vez que han comenzado a torturar, cada persona torturada debe denunciar varias más. Las supuestas pruebas testimoniales continuarán, por lo que finalmente las denuncias inevitablemente pueden llegar hasta ellos y sus familias, ya que ningún extremo se encontrará hasta que cada uno haya sido quemado.[1]

Spee estaba particularmente preocupado por los casos en que una persona había sido torturada y obligada a denunciar a sus supuestos cómplices, quienes sucesivamente fueron torturados y obligados a denunciar a más cómplices, hasta que todo el mundo estaba bajo sospecha.
Spee no era, sin embargo, un escéptico sobre la existencia de las brujas, pues comenzó su trabajo con una declaración que afirma que las brujas existen. No obstante, le angustiaba el hecho de que muchas personas inocentes fueran asesinadas junto con las brujas reales. Citó en la cuestión 13 la parábola de la cizaña en Mateo 13:24-30.
La suposición tradicional es que él actuó como "confesor de brujas" en los juicios de Wurzburgo debido a que parece conocer lo que podrían considerarse los pensamientos privados de los condenados. El trabajo fue impreso en 1631 en Rinteln sin el nombre ni el permiso de Spee.
 Cautio Criminalis provocó la abolición de la quema de brujas en varios lugares, especialmente en Maguncia, y abrió el camino a su supresión gradual. El efecto moral y ético creado por la publicación fue muy grande. Incluso en el siglo XVII fueron publicadas una serie de nuevas ediciones en alemán. Entre los miembros de la orden de los jesuitas, el tratado de Spee encontró una acogida favorable. Una observación en el libro sugiere que Alemania e Inglaterra deben tener más brujas y demonios que España e Italia, lo que puede haber sido una forma de denunciar que los protestantes eran culpables de abusos más frecuentes que los católicos en la persecución de las supuestas brujas. Este libro aún se imprime.

## Otras lecturas
- Hermann Cardauns (1913). «Friedrich Von Spee». Catholic Encyclopedia (en inglés). Nueva York: Robert Appleton Company. OCLC 1017058.
- Pamela Reilly, 'Friedrich von Spee's Belief in Witchcraft: Some Deductions from the "Cautio Criminalis"', The Modern Language Review, Vol. 54, Nº 1 (enero de 1959), pp. 51-55